# Anguloa
Anguloa é um género botânico pertencente à família das orquídeas (Orchidaceæ).

## Etimologia
O nome deste gênero  (Ang.), foi dado em homenagem a "Francisco de Angulo", um aficionado por orquídeas, que viveu no Peru, no final do século XVIII, quando lá chegaram os botânicos espanhóis: José Antonio Pavon Jimenez e Hipólito Ruiz López, membros da “Expedição Botânica ao Vice-Reino do Peru”. O gênero foi descrito pelos dois botânicos espanhóis, em 1798, e nomeado em reconhecimento à ajuda que Ângulo lhes deu.
Nome comum:
- Orquídea Tulipa
- Berço de Vênus

## Espécies
- Anguloa brevilabris (Colômbia).
- Anguloa cliftonii (Colômbia).
- Anguloa clowesii : Orquídea tulipa (da Colômbia ao NO. da Venezuela).
- Anguloa dubia (Colômbia).
- Anguloa goldschmidtiana (Colômbia).
- Anguloa hohenlohii (da Colômbia ao NO. da Venezuela).
  - Anguloa hohenlohii var. hohenlohii (da Colômbia a NO. da Venezuela). Pseudobolbo epífito
  - Anguloa hohenlohii var. macroglossa (Colômbia). Pseudobolbo epífito
- Anguloa purpurea (Venezuela).
- Anguloa × ruckeri (A. clowesii × A. hohenlohii) (da Colômbia a Venezuela).
- Anguloa sagittata (Colômbia).
- Anguloa tognettiae (Venezuela).
- Anguloa uniflora (da Colômbia ao Peru).
- Anguloa virginalis (da América do Sul ocidental a Venezuela).